# اتفاق لوزان النووي

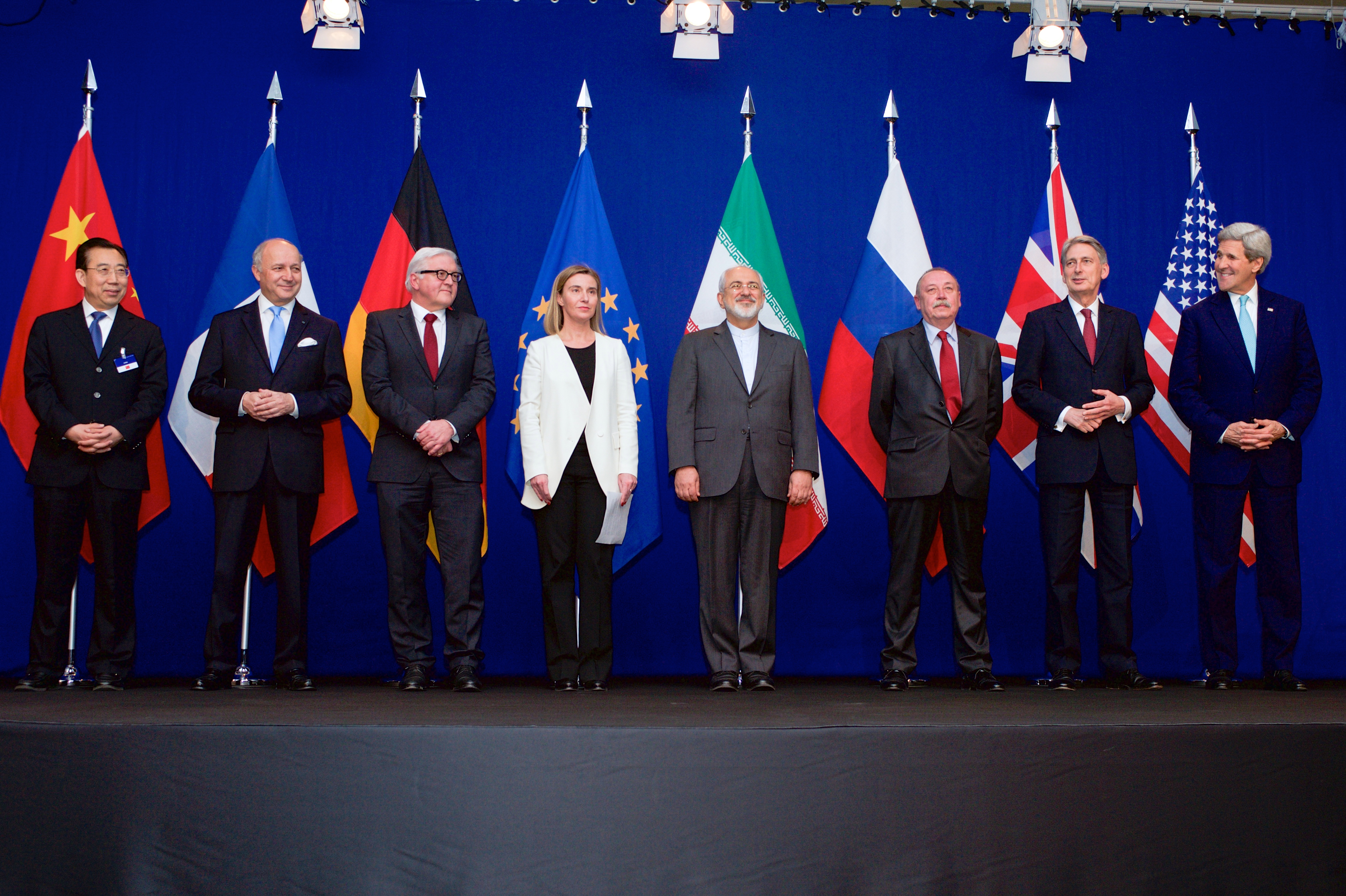
وزراء الخارجية الامريكي جون كيري و الإيراني محمد جواد ظريف و البريطاني فيليب هاموند والالماني فرانك والتر شتاين ماير والفرنسي لوران فابيوس ومنسقة السياسة الخارجية للاتحادالاوروبي فدريكا موغريني و مساعد الخارجية الروسي سيرغي ريابكوف و نظيره الصيني في مؤتمر صحفي لقراءة نص البيان المشترك لاتفاق لوزان 2015

عقدت إيران والدول الست (الصين، روسيا، أمريكا، فرنسا، ألمانيا وبريطانيا) مفاوضات «ماراثونية» من 26 آذار/مارس لغاية 2 نيسان/أبريل 2015 في مدينة لوزان السويسرية من أجل التوصل إلى تسوية شاملة تضمن الطابع السلمي للبرنامج النووي الإيراني، وإلغاء جميع العقوبات على إيران بشكل تام.
تميَّزت جولة المفاوضات بلوزان بكونها بدأت ثم علقت ثم تواصلت ثم مددت، وبعد مفاوضات ماراثونية توصلت إيران والدول الست في 2 نيسان/أبريل 2015 إلى بيان مشترك يتضمن تفاهماً وحلولاً بما يتعلق بالبرنامج النووي الإيراني، على أن يتم إنجازه نهاية حزيران/يونيو 2015. اعتبرت طهران أن هذا الاتفاق وضع حداً لحلقة مفرغة لم تكن في مصلحة أحد، فيما وصفته واشنطن بالتاريخي.
تباينت بشأن هذا القرار ردود أفعال دول وزعماء العالم بين أطراف وصفته بأنه «تاريخي»، بينما عارضته دول أخرى واعتبرته خطيرا جداً، فيما آثرت دول أخرى الصمت لحين معرفة المزيد من التفاصيل.

## خلفية الاتفاق
ينص اتفاق لوزان في سويسرا بعد مفاوضات ماراثونية استمرت 18 شهرا في كل من جنيف، فيينا، نيويورك ولوزان نفسها على رفع العقوبات الأميركية والأوروبية بمجرد تحقق الوكالة الدولية للطاقة الذرية من أن إيران تحترم التزاماتها. ويعتبر الاتفاق الإطار اختراقا مهما في أزمة استمرت 12 عاما حول برنامج إيران النووي، وقد اتُفق على رفع عقوبات الأمم المتحدة بمجرد احترام إيران لكل النقاط الأساسية في الاتفاق، كما ينص الاتفاق على إمكانية إعادة العمل بها في حال عدم تطبيقه.

## البيان المشترك للاتفاق
في البيان الذي تم قراءته من قبل وزير الخارجية الإيراني محمد جواد ظريف ومنسقة السياسة الخارجية للاتحاد الأوروبي فدريكا موغيرني في مؤتمر صحفي مشترك بمدينة لوزان السويسرية:
- إنّ إيران ستواصل برنامجها النووي السلمي بدرجة تخصِب 3.67٪ وسيكون التخصيب بمنشأة نطنز الواقعة في شمال أصفهان.
- ستتحول منشأة فوردو من موقع لتخصيب اليورانيوم إلى مركز الأبحاث النووية والتقنية وسيتم في هذا المركز التشجيع على التعاون الدولي في مجالات الأبحاث والتنمية المتفق عليها كما لن تكون في فوردو مواد قابلة للانشطار.
- يبقى أراك موقعاً للماء الثقيل مع إجراء تغيير في قلب المفاعل، بحيث لا يُنتج بلوتونيوم لاستخدامه في التسلح، ولن تتم فيه إعادة المعالجة وسيتم تصدير الوقود المستهلك فيه.
- تم التفاهم على مجموعة تدابير للإشراف على تنفيذ محتوى البرنامج الشامل للعمل المشترك وتنفيذ البروتوكول الإضافي بشكل طوعي. وستستخدم الوكالة الدولية للطاقة الذرية تقنيات حديثة للإشراف وكذلك تم التوصل إلى إمكانية تفتيش المنشئات النووية في أي وقت كان.
- ستشارك إيران في التعاون الدولي في مجال الطاقة النووية السلمية، وقد يشمل ذلك بناء المحطات النووية والمفاعلات النووية للأبحاث والمجال الآخر للتعاون في مجال السلامة والأمن النووي.
- سينهي الاتحاد الأوروبي كل الحظر الاقتصادي والمالي المرتبط بالبرنامج النووي. كما ستوقف الولايات المتحدة تنفيذ الحظر المالي والاقتصادي الثانوي المرتبط بالبرنامج النووي، تزامنا مع تنفيذ إيران لالتزامتها النووية الرئيسة عبر مراقبة الوكالة الدولية للطاقة الذرية.
- سيتم إصدار قرار جديد من مجلس الأمن الدولي يؤيد فيه البرنامج الشامل للعمل المشترك، وستُلغى فيه كل القرارات السابقة المرتبطة بالموضوع النووي، وستوضع بعض التدابير المقيدة المحددة لفترة زمنية متفق عليها.[1][2]

## موقف المرشد الأعلى للثورة الإسلامية
أشار المرشد الأعلى للجمهورية الإسلامية صباح يوم الخميس الموافق لـ 09 أبريل 2015 في محاضرته لحشد من الشعراء ومداحي أهل البيت: «إذا سؤلت :هل توافق المفاوضات النووية الأخيرة أم تعارضها؟ سأقول: لا أوافقها ولا أعارضها، لأنه لم يحدث شيء لحد الآن»، وأضاف قائد الثورة الإسلامية: «السبب في عدم اتخاذ القيادة لموقف هو أنه لا مجال لاتخاذ موقف لأن مسؤولي البلاد والمسؤولين النووين يقولون إن الأمر لم يُحسم بعد، ولم يتكون شيء ملزم بين الجانبين ... مثل هذا الوضع لا يحتاج إلى موقف.
ما حدث لحد الآن ليس أصل الاتفاق، ولا مفاوضات تؤدي إلى اتفاق، ولا يضمن محتوى الاتفاق، ولا يضمن حتى أن تفضي هذه المفاوضات إلى اتفاق، وإذن فلا معنى لإرسال بيانات التبريك.»

## ردود الفعل

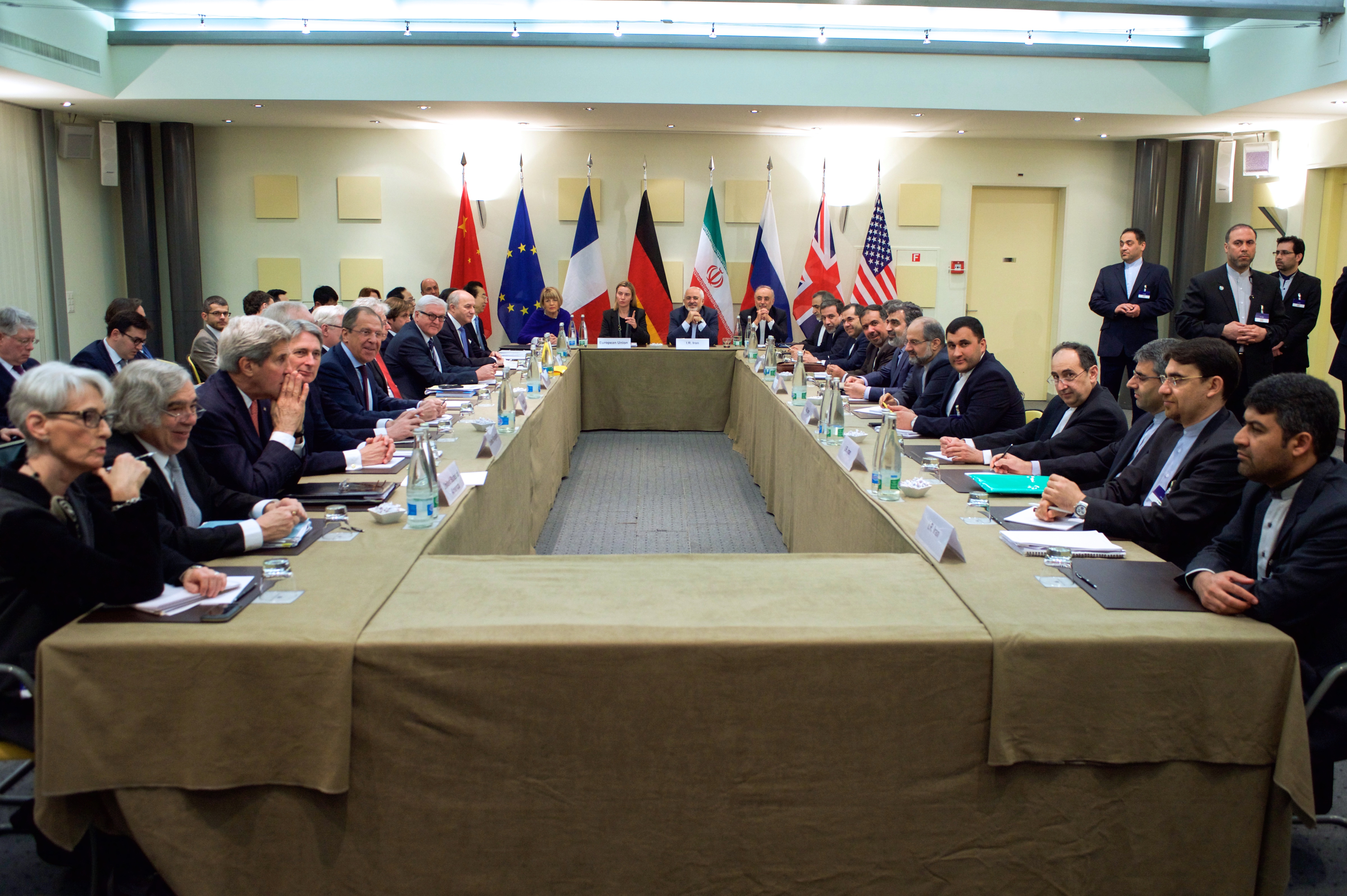
وزراء خارجية الدول الست وإيران في لوزان بتاريخ 30 مارس 2015

إيران: أكد الرئيس الإيراني أن اتفاق لوزان هو اعتراف صريح بحق إيران في تخصيب اليورانيوم وقال: «كانوا يقولون سابقا إن تخصيب اليورانيوم في إيران سيكون خطرا على المجتمع الدولي ولكن ها هم يعترفون الآن بأنه ليس تهديدا»، ثم أكد بأنّ إيران تعتزم الالتزام باتفاق لوزان.
 الولايات المتحدة: وصف الرئيس الأميركي باراك أوباما اتفاق لوزان بـ «التاريخي»، ثم أعلن أن الدبلوماسية هي الخيار الأفضل للتعامل مع طهران في ما يتعلق ببرنامجها النووي وأضاف: «إذا احتالت إيران فإن العالَم سيعلم وإذا رأينا شيئا مثيرا للريبة، سنتحقق منه.»
 روسيا: رحَّبت موسكو بنتائج المفاوضات التي جرت في لوزان السويسرية وعوّل الدبلوماسي الروسي على عدم إعادة النظر في الاتفاق الذي تم تحقيقه. وفي وقت سابق أعربت وزارة الخارجية الروسية أن الاتفاق السياسي بين إيران والدول الكبرى له تأثير إيجابي على الوضع الأمني العام في منطقة الشرق الأوسط.
 بريطانيا: قال وزير الخارجية البريطاني فيليب هاموند إن التوصل لاتفاق نووي أولي بين إيران والقوى العالمية يوفر أساساً جيداً للتوصل لما قد يكون اتفاقاً شاملاً «جيداً جداً».
 ألمانيا: وصف رئيس الدبلوماسية الألمانية الاتفاق النووي بـ «الخطوة الكبيرة والمهمة» مشيرا إلى أن المفاوضات «كانت صعبة وعسيرة». وأعرب وزير الخارجية الألماني عن أمله في أن يُسهم الاتفاق في تخفيف التوتر بين إيران والدول العربي.
 الصين: دعا وزير الخارجية الصيني أطراف المفاوضات إلى الحفاظ على الاتفاقات الموجودة وتهيئة الظروف المناسبة وإزالة العقبات أمام اكتمال هذه العملية التاريخية فقال: «نحن نرحب بالتوصل إلى تفاهم في المفاوضات حول القضية الإيرانية، إن ذلك نبأ جيد للعالم المعاصر. وبذلت السداسية وإيران من أجل ذلك جهودا كثيرة ووضعتا من خلالها أساسا لإعداد اتفاقية شاملة» حسب بيان صادر عن الخارجية الصينية.
 تركيا: رحب وزير الخارجية التركي بالاتفاق النووي وأعرب عن أمله في التوصل إلى اتفاق نهائي بشأن البرنامج النووي الإيراني.
 إسرائيل: صدرت تصريحات عديدة على لسان مسؤولين إسرائيليين تنتقد الاتفاق وتصفه بـ«الخطأ التاريخي»، واعتبر رئيس الوزراء الإسرائيلي بنيامين نتنياهو أن اتفاق لوزان بين إيران والدول الست يمهد الطريق أمام طهران لحيازة القنبلة الذرية وأنه «يهدد بقاء إسرائيل».

## خلاف حول ورقة الحقائق
نشبت خلافات عديدة حول ما عُرف بورقة الحقائق (بالإنجليزية: Fact Sheet)‏ التي وزعتها الخارجية الأمريكية والتي اعتبرتها إيران مناقضة لما تم إعلانه في طهران، وكانت الورقة قد تمَّ ضياغتها باللغتين الإنجليزية والفارسية في لوزان. ونشب الخلاف حول عديد النقط من بينها ما ذُكر في ورقة الحقائق حول «موافقة إيران على عدم إنشاء منشئات التخصيب لمدة 15 عاماً» ولكن هذا لم يُذكر في البيان الختامي. ذُكر أيضا أن «إيران وافقت على عدم البحث والتطوير في مجال التخصيب لمدة 15 عاماً في موقع فوردو» لكن المذكور في النسخة وزارة الخارجية الإيرانية هو أن «المنشئات النووية لفوردو قد تُصبح مراكز للبحوث النووية والفيزيائية المتقدمة، وقد تختص نصف منشأت فوردو بالتعاون مع بعض الدول 5 + 1 للدراسة النووية المتطورة وإنتاج النظائر المستقرة لإستخدامها في مختلف المجالات كالصناعة والزراعة والطب».